# Монтис-Кларус
Монтис-Кларус (порт. Montes Claros) — муниципалитет в Бразилии, входит в штат Минас-Жерайс. Составная часть мезорегиона Север штата Минас-Жерайс. Входит в экономико-статистический микрорегион Монтис-Кларус. Население составляет 355 342 человека на 2007 год. Занимает площадь 3582,034 км². Плотность населения — 97,4 чел./км².

## История
Город основан 3 июля 1857 года.

## Статистика
- Валовой внутренний продукт на 2006 год составляет 1 843 581 832,00 реалов (данные: Бразильский институт географии и статистики).
- Валовой внутренний продукт на душу населения на 2006 год составляет 5591,53 реалов (данные: Бразильский институт географии и статистики).
- Индекс развития человеческого потенциала на 2006 год составляет 0,783 (данные: Программа развития ООН).

## География
Климат местности: тропический.

## Известные уроженцы
- Гильерме Андраде — футболист, игрок «Коринтианса»
- Андре Диас — футболист, выступал за «Сантос», московский «Спартак», «Васко да Гама», «Крузейро», «Атлетико Минейро»